# 岐阜県立海津高等学校今尾分校
岐阜県立海津高等学校今尾分校（ぎふけんりつかいづこうとうがっこう　いまおぶんこう）とは、かつて岐阜県海津郡平田町（現・海津市平田町）にあった公立の高等学校の分校。

## 概要
- 海津高等学校の分校であった。県立の高等学校の分校であったが、設置者は平田町であった。
- 設置時は定時制であったが、全日制に変更された。1975年廃校。
- 設置時、校舎は旧制中学校の岐阜県海津中学校の校舎を転用していた。廃校後、校舎は海津高等学校今尾校舎となった。
- 跡地は海津北高等学校となり、2019年現在、岐阜県立海津特別支援学校となっている。

## 沿革
- 1950年（昭和25年）4月1日 - 海津郡今尾町の旧・岐阜県海津中学校校舎を使用し、岐阜県立海津高等学校今尾分校が開校。定時制普通科を設置。設置者は今尾町。
- 1955年（昭和30年）2月1日 - 今尾町の一部（今尾・高田・三郷・仏師川・土倉・脇野・西島）と海西村が合併し、平田町が発足。同時に設置者は平田町となる。
- 1957年（昭和32年） - 校舎を新築。
- 1960年（昭和35年） - 校舎を増築。
- 1964年（昭和39年）4月1日 - 定時制を廃止。全日制普通科を設置。
- 1971年（昭和46年） - 募集を停止。
- 1972年（昭和47年）4月 - 海津高等学校に家政科を設置。教室不足のため、今尾分校内に海津高等学校今尾校舎（家政科）を設置。
- 1975年（昭和50年）3月 - 廃校。校舎は海津高等学校今尾校舎（家政科）となる。